# Закон Саенса Пеньї

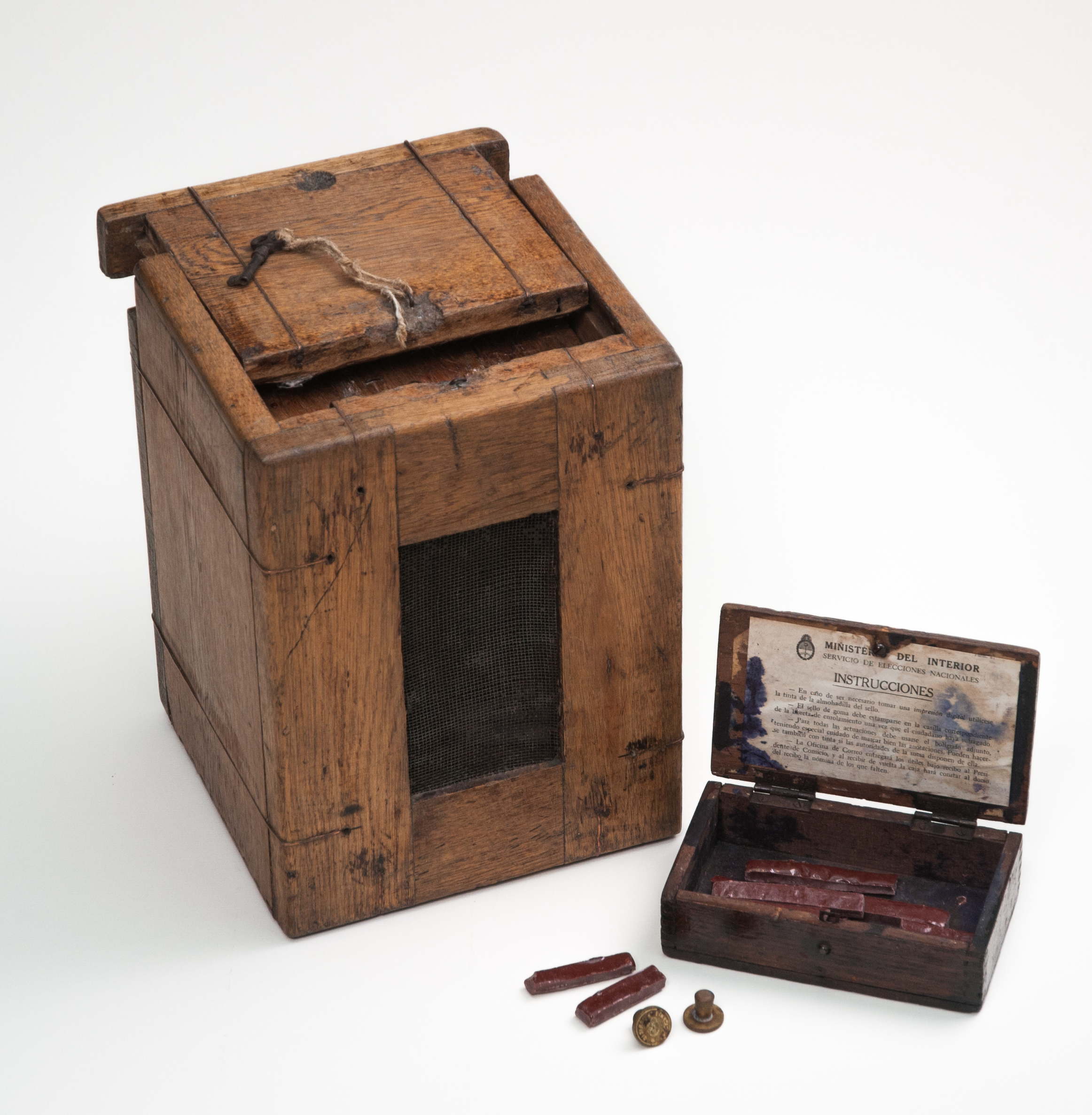
Аргентинська скринька для голосування, яка використовувалася на виборах 1916 року.

Закон Саенса Пеньї (ісп. Ley Sáenz Peña) — законодавчий акт № 8871, ухвалений Національним Конгресом Аргентини 10 лютого 1912 року завдяки зусиллям президента Роке Саенса Пеньї. Відповідно до цього закону право голосу здобули усі громадяни Аргентини старші за 18 років. Голосування стало таємним, загальним та обов'язковим. Ті, хто ухилявся від голосування, були зобов'язані сплатити штраф розміром у 20 песо.
Голосування тісно пов'язувалось із військовою службою — як два фундаментальних обов'язки громадянина Аргентини. Усі молоді люди 18 років були зобов'язані зареєструватись як військовозобов'язані. Вони отримували посвідчення, які мали носити при собі як основний документ. У них зазначались ім'я та національність, фото власника, відбитки пальців і детальний опис зовнішності. Також у посвідченні зазначалось, чи є його власник військовозобов'язаним або має відстрочку чи звільнення від служби. У день вибрів необхідно було надати це посвідчення у місці для голосування. Там же ставився штамп про голосування на кожних виборах.
Закон Саенса Пеньї поклав край фальсифікаціям, якими постійно займалась консервативна аргентинська олігархія. Завдяки йому під час перших вільних виборів до влади прийшов Громадянський радикальний союз.